# Дорошевич, Николай Николаевич
Николай Николаевич Дорошевич (1879 — 1918) — полковник лейб-гвардии Гренадерского полка, участник Белого движения на Юге России.

## Биография
Из дворян. Уроженец Смоленской губернии.
Окончил Орловский Бахтина кадетский корпус (1897) и Александровское военное училище (1899), откуда выпущен был подпоручиком в 6-й Восточно-Сибирский стрелковый полк.
Участвовал в китайской кампании 1900—1901 годов, за боевые отличия награжден четырьмя орденами. Произведен в поручики 1 августа 1903 года. В том же году был командирован в лейб-гвардии Гренадерский полк для испытания по службе и дальнейшего перевода.
С началом русско-японской войны откомандирован в 6-й Восточно-Сибирский стрелковый полк. 11 июня 1905 года переведен в 41-й Восточно-Сибирский стрелковый полк, а 19 апреля 1906 года — в лейб-гвардии Гренадерский полк подпоручиком. Произведен в поручики 6 декабря 1906 года, в штабс-капитаны — 6 декабря 1910 года, в капитаны — 6 декабря 1913 года. Был командиром 11-й роты полка.
В Первую мировую войну вступил в рядах лейб-гренадер. За боевые отличия был награждён несколькими орденами. Произведен в полковники 10 октября 1916 года. 8 мая 1917 года назначен командиром 199-го пехотного Кронштадтского полка, а 19 сентября того же года — командующим лейб-гвардии Гренадерским полком.
В декабре 1917 года прибыл на Дон в Добровольческую армию со знаменем Гренадерского полка. Участвовал в 1-м Кубанском походе: с февраля 1918 года — командир 3-й офицерской (гвардейской) роты, с 17 марта — командир 2-го батальона Офицерского полка. Временно командовал полком 20—21 апреля после ранения генерал-майора Боровского, 21 апреля был ранен сам. С 3 июня 1918 года назначен помощником командира 1-го Офицерского (Марковского) полка, в июле — командир 3-го батальона. 25 июля был ранен в бою у станицы Выселки и отправлен на излечение. 4 сентября вернулся в полк, позднее в сентябре был командиром Самурского полка, затем — в 4-м батальоне Марковского полка. С 28 сентября 1918 года назначен командиром Сводно-гвардейского полка. Взят в плен и убит 2 (15) октября 1918 года в боях под Армавиром.

## Награды
- Орден Святой Анны 4-й ст. с надписью «за храбрость» (ВП 15.03.1901)
- Орден Святого Станислава 3-й ст. с мечами и бантом (ВП 18.03.1901)
- Орден Святого Станислава 2-й ст. с мечами (ВП 10.11.1914)
- Орден Святого Владимира 4-й ст. с мечами и бантом (ВП 4.03.1915)
- Орден Святой Анны 2-й ст. с мечами (ВП 2.05.1915)

Иностранные:
- французский колониальный Орден Аннамского дракона, офицерский крест (1902)
- прусский Орден Короны 4-го класса (1903)